# Mean Girls (2024)
Mean Girls is een Amerikaanse muzikale tienerkomedie uit 2024, geregisseerd door Samantha Jayne en Arturo Perez Jr. naar een scenario van Tina Fey. De film is gebaseerd op de gelijknamige musical, gebaseerd op de gelijknamige film uit 2004, die op zijn beurt gebaseerd was op het boek "Queen Bees and Wannabees" van Rosalind Wiseman uit 2002.

## Verhaal
De zestienjarige Cady Heron verhuist met haar moeder vanuit Kenia terug naar de Verenigde Staten en gaat naar de North Shore High School. Cady raakt bevriend met buitenstaanders Janis 'Imi'ike en Damian Hubbard, die haar waarschuwen om de "Plastics" te vermijden, die bestaan uit de twijfelachtige Gretchen Wieners, de onintelligente Karen Shetty en 'Queen bee' Regina George. Regina nodigt Cady uit om zich bij de Plastics aan te sluiten en Janis ziet dit als een kans om Cady ervan te overtuigen voor haar de groep te infiltreren. Maar wanneer Cady zich aangetrokken voelt tot Aaron Samuels, Regina's ex-vriend, krijgt ze problemen met de 'Queen bee' Regina.

## Rolverdeling
| Acteur             | Personage        |
| ------------------ | ---------------- |
| Angourie Rice      | Cady Heron       |
| Reneé Rapp         | Regina George    |
| Auli'i Cravalho    | Janis Ian        |
| Jaquel Spivey      | Damian Hubbard   |
| Avantika           | Karen Shetty     |
| Bebe Wood          | Gretchen Wieners |
| Christopher Briney | Aaron Samuels    |
| Jenna Fischer      | Cady's moeder    |
| Busy Philipps      | Regina's moeder  |
| Tina Fey           | Ms. Norbury      |
| Tim Meadows        | directeur Duvall |

## Productie
De film is het regiedebuut voor Samantha Jayne en Arturo Perez Jr. De filmopnames vonden plaats van maart tot april 2023 in Middletown Township (New Jersey). Lindsay Lohan, die Cady Heron speelde in de film uit 2004, maakt een cameo als moderator van de wiskundewedstrijd.
Om het verhaal van de musical naar het scherm te vertalen, zijn er wijzigingen aangebracht om de looptijd te verkorten in vergelijking met de twee en een half uur durende show zoals het inkorten van de lengte van sommige muzieknummers. Net als de show speelt deze film zich af tijdens het sociale-mediatijdperk, met de integratie van sociale media en mobiele technologie in de plot.

## Release en ontvangst
Mean Girls ging op 12 januari 2024 in première en bracht in zijn openingsweekend US$ 35,7 miljoen op in de Verenigde Staten en Canada, en US$ 6,5 miljoen in de rest van de wereld, goed voor een wereldwijd totaal van US$ 42,2 miljoen, waarmee hij op nummer 1 belandde in 2024. Paramount Pictures was oorspronkelijk van plan om de film enkel uit te brengen voor streaming op Paramount+ maar veranderde van gedachte nadat testvertoningen aangaven dat bezoekers nog steeds naar de bioscoop kwamen. De film kreeg gemengde kritieken van de filmcritici, met een score van 69% op Rotten Tomatoes, gebaseerd op 178 beoordelingen.